# تانسبورن (اورگن)
تانسبورن (به انگلیسی: Tanasbourne) یک منطقهٔ مسکونی در ایالات متحده آمریکا است که در اورگن واقع شده‌است.